# PharMerica
PharMerica est une compagnie publique du Fortune 1000 formée en 2007 à la suite de la fusion de la division pharmaceutique de Kindred Healthcare et d'une division d'AmerisourceBergen. Le quartier général de la société se trouve à Louisville dans le Kentucky.
La compagnie est la deuxième plus grande institution en soins de santé du pays avec un chiffre d'affaires de 1,9 milliard de dollars et 330 000 lits dans 41 états du pays.